# 朗伊罗阿环礁
朗伊罗阿环礁（Rangiroa）是南太平洋法屬波利尼西亞的環礁，由同名市镇管辖，屬於土阿莫土群島和帕利瑟群島，由約415個島嶼組成，長80公里、寬5至32公里，土地面積79平方公里，潟湖面積1,446平方公里，最高點海拔高度12米，島上有機場設施，2012年人口2,567。

## 圖集

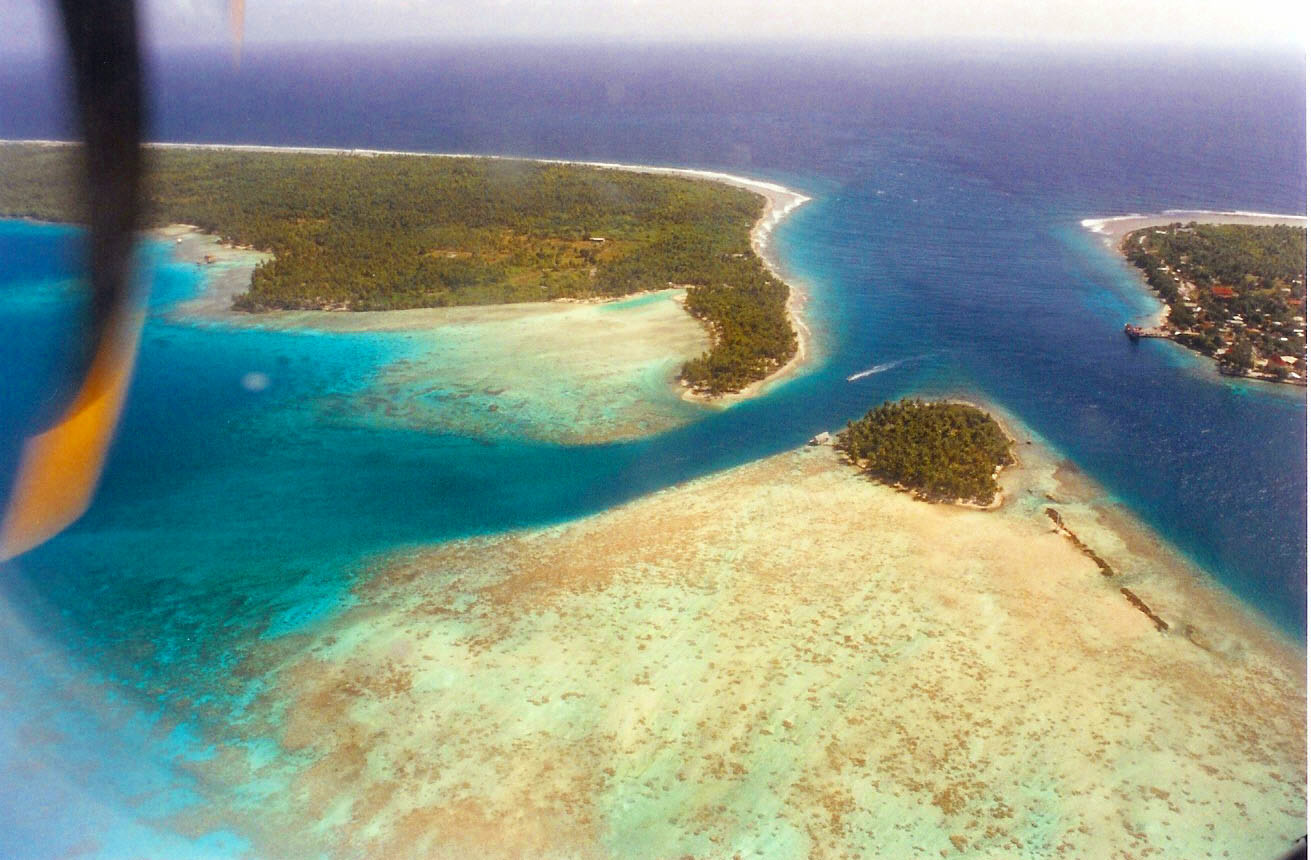
阿瓦托鲁通道
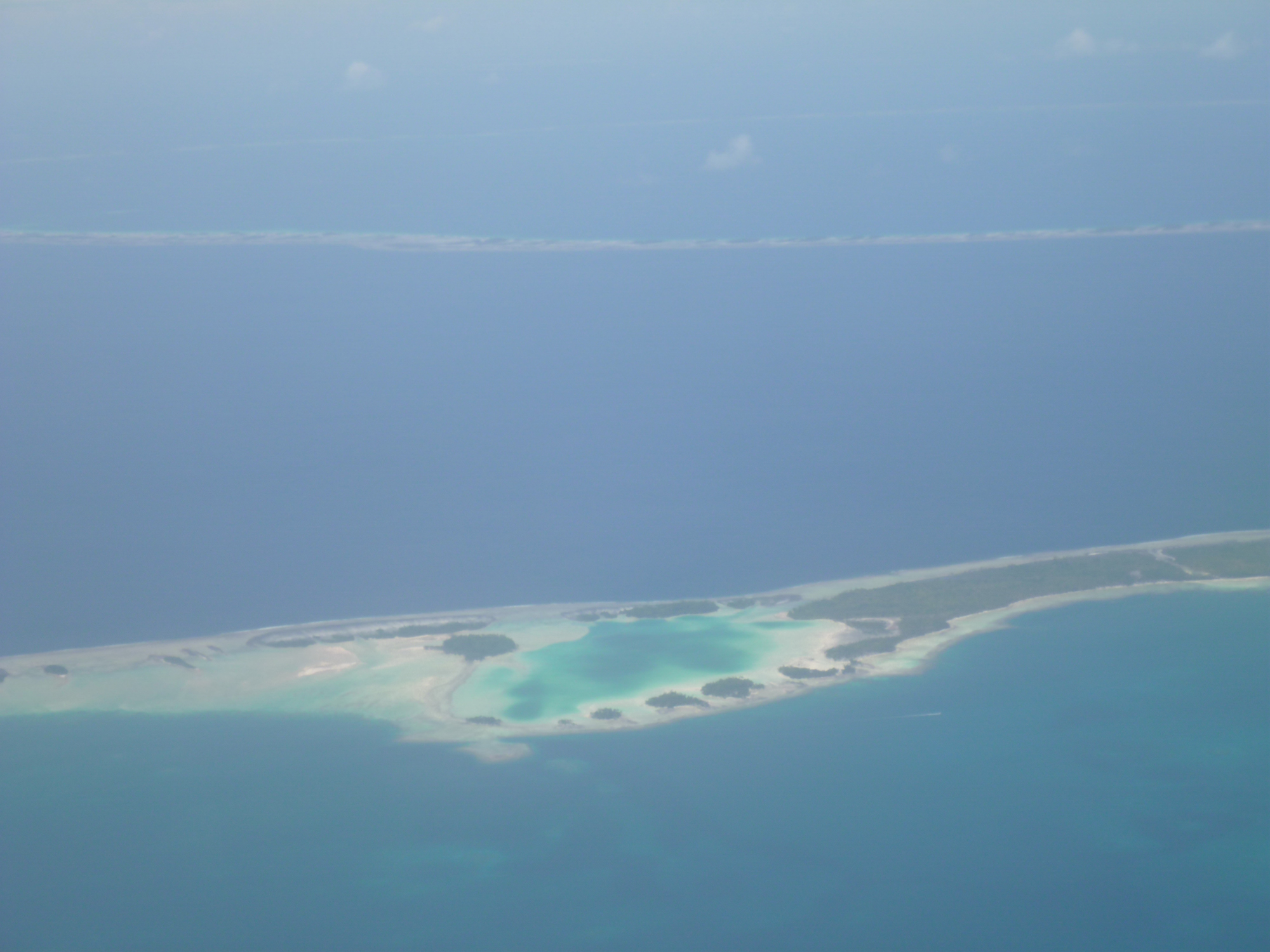
蓝泻湖
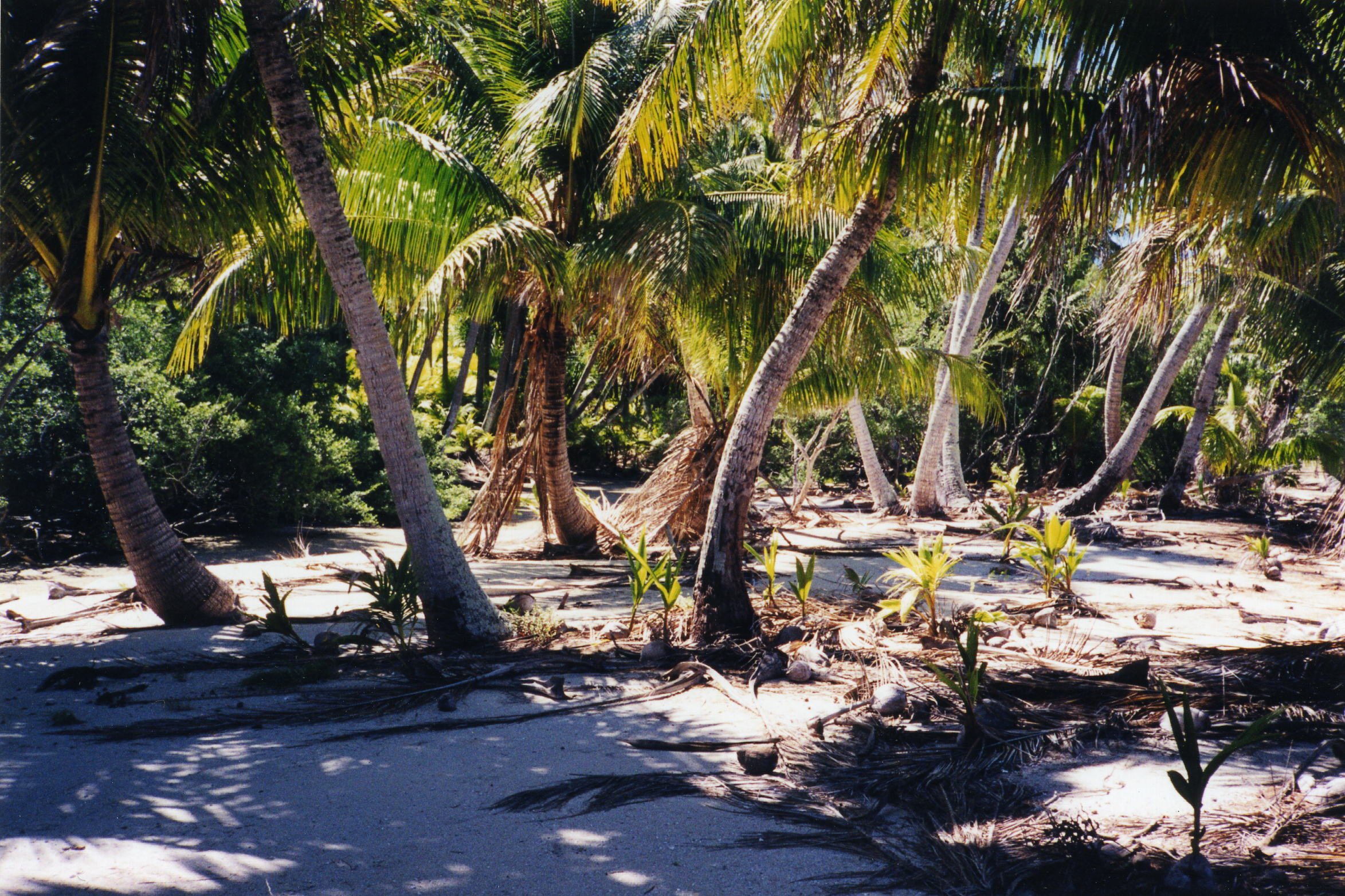
蓝泻湖岛礁
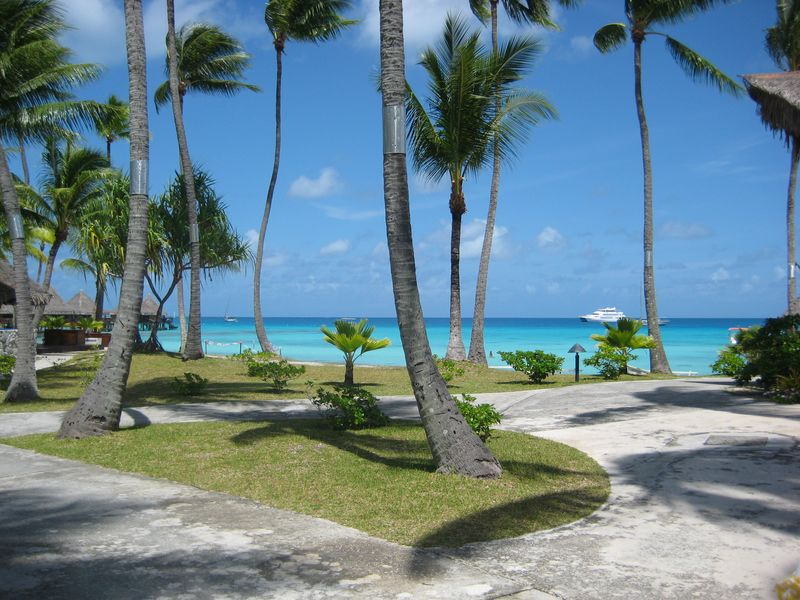
环礁景观

## 外部連結
- Rangiroa on Oceandots （页面存档备份，存于）
- Island names
- le Maire & Schouten
- Charles Wilkes
- Atoll list (in French)
- Classification of the French Polynesian atolls by Salvat (1985)
- The official site of Tahiti's wine